# 扎伊爾花高鱂
扎伊爾花高鱂，為輻鰭魚綱鯉齒目鯉齒亞目花鳉科的其中一種，分布於非洲剛果民主共和國的淡水流域，體長可達5.4公分，屬肉食性，生活習性不明。

## 擴展閱讀
維基物種上的相關：扎伊爾花高鱂